# Ueno Goichi
Goichi Ueno (sinh ngày 24 tháng 9 năm 1982) là một cầu thủ bóng đá người Nhật Bản.

## Sự nghiệp câu lạc bộ
Goichi Ueno đã từng chơi cho Albirex Niigata.